# Augustus Radcliffe Grote

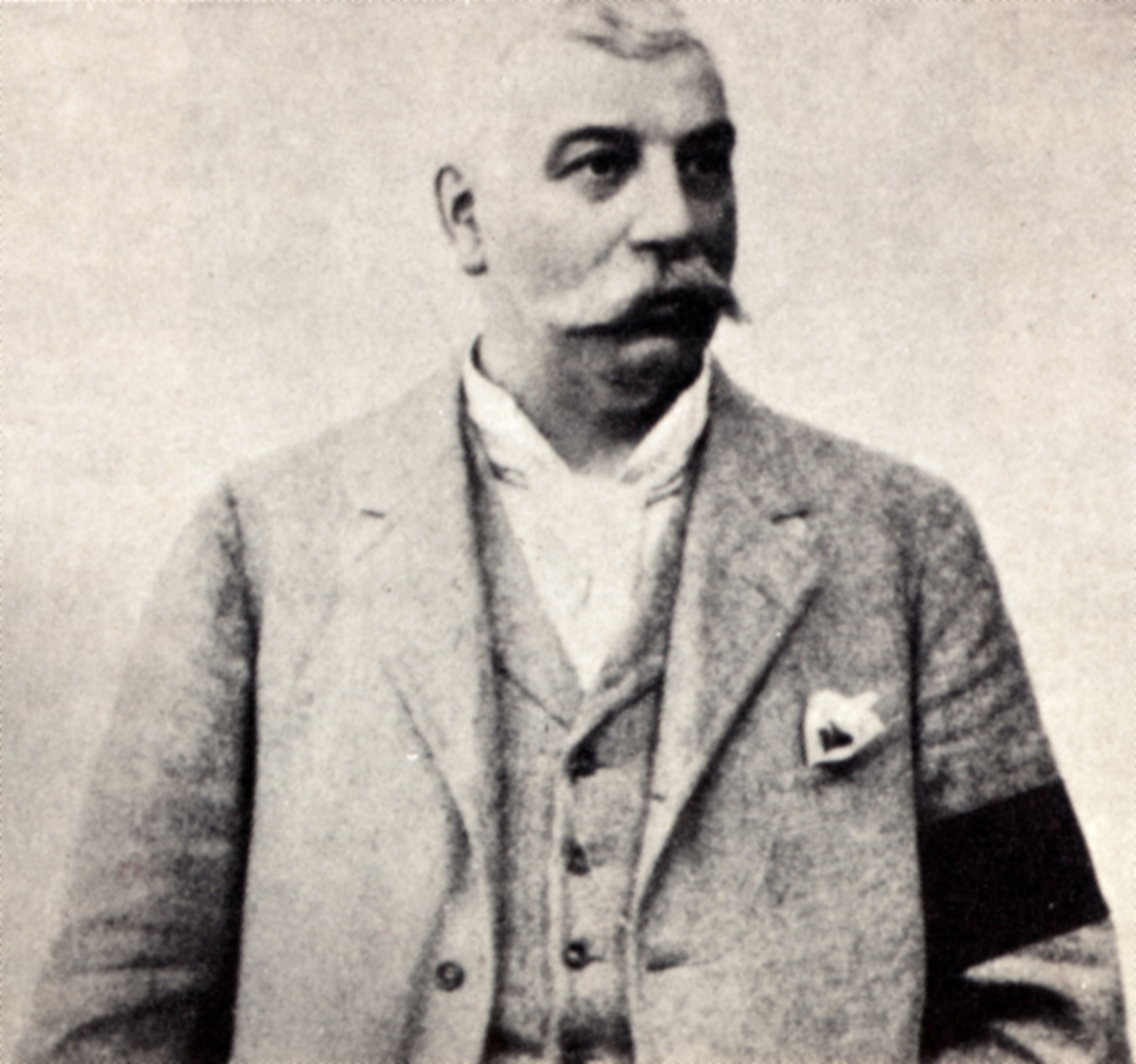
Augustus Radcliffe Grote

Augustus Radcliffe Grote (1841, Liverpool, Inglaterra - 1903) foi um entomologista britânico. Ele investigou várias borboletas na América do Norte.

## Trabalhos
- The effect of the glacial epoch upon the distribution of insects in North America, Salem, Mass., Printed at the Salem press, 1876
- Notes on the Sphingidæ of Cuba, Philadelphia, 1865
- Check list of the Noctuidae of America, north of Mexico … I - II. Buffalo, N. Y., 1875-76.